# Bilebhavi, Muddebihal
Bilebhavi là một làng thuộc tehsil Muddebihal, huyện Bijapur, bang Karnataka, Ấn Độ.